# Chilton Candover
Chilton Candover – wieś w Anglii, w hrabstwie Hampshire, w dystrykcie Winchester. Leży 19 km na północny wschód od miasta Winchester i 82 km na południowy zachód od Londynu. Miejscowość liczy 27 mieszkańców.